# Arthur Laumann
Arthur Laumann (ur. 4 lipca 1894 w Essen, zm. 18 listopada 1970 w Münster) – niemiecki as myśliwski z czasów I wojny światowej z 28 potwierdzonymi zwycięstwami powietrznymi. Generał Luftwaffe.

## Życiorys
Urodzony w Essen Arthur Laumann służbę rozpoczął, zgłaszając się na ochotnika w pierwszych dniach wojny. Przez 2 lata służył w 83 Pułku Artylerii Liniowej, w którym uzyskał nominację oficerską. Na własną prośbę w sierpniu 1917 roku został przydzielony do lotnictwa. Po przejściu szkolenia został przydzielony do jednostki rozpoznawczej artylerii FAA 265. Od maja 1918 roku został przeniesiony do eskadry myśliwskiej Jagdstaffel 66, pomimo tego, że nie odbył szkolenia pilotażu na samolotach myśliwskich. Pierwsze zwycięstwo odniósł 27 maja w dniu, kiedy ówczesny dowódca Jasta 66 Rudolf Windisch został zestrzelony. 18 lipca objął dowództwo eskadry. Do 14 sierpnia, kiedy został przeniesiony do Jagdstaffel 10 odniósł 23 zwycięstwa. Na stanowisku dowódcy Jasta 10 pozostawał do końca wojny odnosząc łącznie 28 zwycięstw. Został odznaczony wieloma najwyższymi odznaczeniami niemieckimi m.in. Orderem Rodu Hohenzollernów oraz był ostatnim pilotem Jagdgeschwader 1 odznaczonym najwyższym odznaczeniem pruskim Orderem Pour le Mérite. W czasie I wojny światowej latał głównie na samolocie Fokker D.VII z godłem osobistym w postaci inicjałów „AL”.
Po utworzeniu Luftwaffe Arthur Laumann został mianowany dowódcą JG Richthofen. Obowiązki swe pełnił do wybuchu II wojny światowej. 4 września 1939 roku został mianowany Attaché Lotniczym w Jugosławii i Grecji, z siedzibą w ambasadzie niemieckiej w Belgradzie. Na stanowisku tym pozostawał do 29 maja 1941 roku. Następnie powrócił do Niemiec i do końca wojny służył w administracji hitlerowskiej. Odszedł na emeryturę 1 maja 1945 roku z nominacją generalską.
Zmarł w 18 listopada 1970 roku w Münster na wylew.

## Odznaczenia (lista niepełna)
- Pour le Mérite – 25 października 1918
- Królewski Order Rodu Hohenzollernów – 29 września 1918[a]
- Krzyż Żelazny I Klasy
- Krzyż Żelazny II Klasy
- Wojenny Krzyż Zasługi II Klasy z Mieczami
- Krzyż Honorowy za Wojnę 1914/1918 dla Frontowców
- Komandor Orderu Orła Rzymskiego z Mieczami (Włochy)
- Order Wojskowy Żelaznej Koniczyny I Klasy (Chorwacja)
- Order Korony Króla Zwonimira I Klasy z Mieczami (Chorwacja)
- Order Białego Orła III Klasy (Jugosławia)